# Графемно-цветовая синестезия

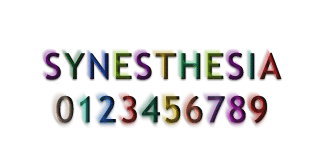
Как люди с графемно-цветовой синестезией могут воспринимать (не видеть, а именно воспринимать) определённые буквы и цифры

Графемно-цветовая синестезия — это форма синестезии, при которой индивидуальное восприятие графем — цифр и букв — ассоциируется с ощущением цвета. Как и все формы синестезии, графемно-цветовая синестезия непроизвольна, постоянна и неизменна в памяти.

## Общая характеристика
Графемно-цветовая синестезия является одной из самых распространённых форм синестезии и, благодаря обширным знаниям о зрительной системе, одной из наиболее изученных.
Хотя крайне маловероятно, что любые два синестета сообщат об одних и тех же цветовых чувственных проекциях на все буквы и цифры, исследования большого числа синестетов показали, что существуют некоторые общие черты в восприятии букв (например, «A», вероятнее всего, будет красной). Ранее исследованиями утверждалось, что графемно-цветовая синестезия не связана с ассоциативным обучением, таким как, например, игра с цветными магнитами на холодильник. Недавние исследования задокументировали случай синестезии, при которой синестетические чувственные проекции могли быть прослежены до цветных магнитов на холодильник.

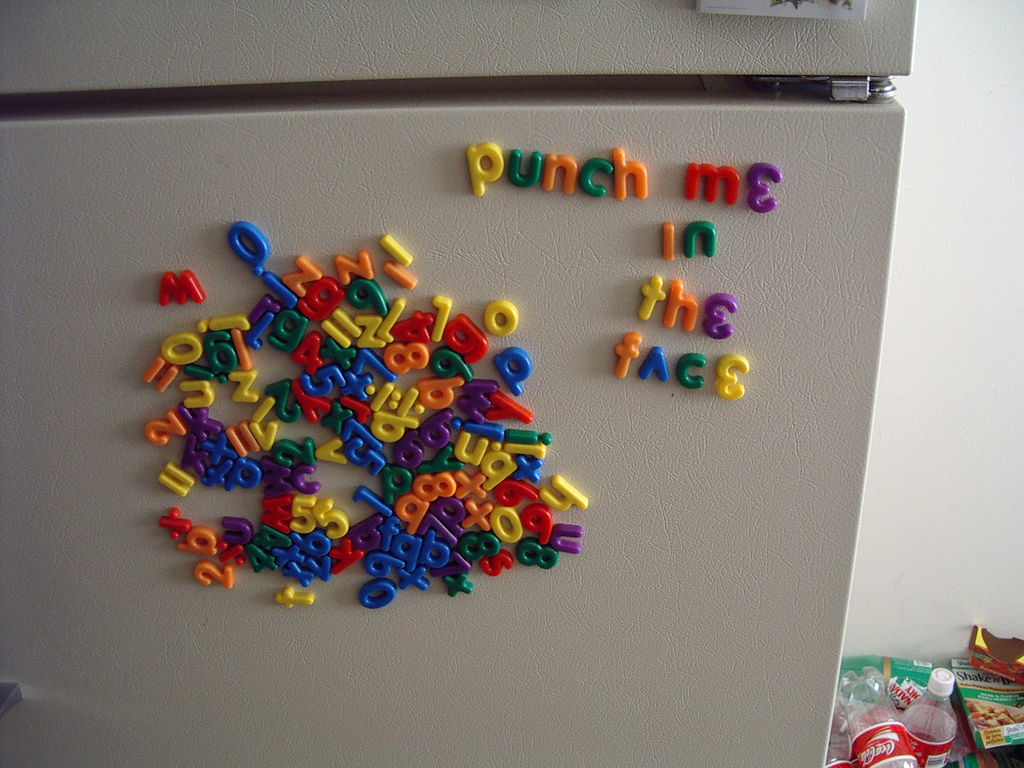
Цветные магниты в форме букв для обучения письму

Несмотря на существование индивидуальных случаев, большинство синестетических связей не кажутся обусловленными обучением такого рода. Скорее, можно утверждать, что наиболее часто встречающиеся буквы сопрягаются с наиболее часто встречающимися цветами. Кроме того, возможны и ассоциации по смыслу: например, «‘b’ является синей» (поскольку в английском языке слово «синий» — «blue» — начинается с буквы ‘b’).
По мере того как феномен синестезии становился более известным, а также в связи с появлением новых технологий, неоднократно проводились дополнительные исследования, целью которых было выяснить, почему и как синестезия возникает. Было установлено, что графемно-цветовые синестеты имеют больше серого вещества в головном мозге. Существуют доказательства увеличения объёма серого вещества в левой каудальной доле межтеменной борозды (intraparietal sulcus, IPS). Также было констатировано увеличение объёма серого вещества в правой веретенообразной извилине. Эти результаты согласуются с другим исследованием функционирования мозга синестетов с указанной формой синестезии. Графемно-цветовые синестеты, как правило, имеют повышенную толщину, объём и поверхностную площадь веретенообразной извилины. Более того, в области мозга, отвечающей за обработку слов, букв и цветов, — в зоне V4a (зона мозга V4 — первичная зона зрительной коры, активность которой модифицируется звуковыми (аудио) стимулами — V4+а=V4а) — были обнаружены наиболее значительные различия в структуре. Хотя нет уверенности в том, что эти различия хоть частично объясняют наличие графемно-цветовой синестезии.

## Опыт синестетов
Синестеты часто сообщают, что даже не подозревали о необычности своих ощущений, пока не осознали, что у других людей их нет. Некоторые говорят, что чувствуют себя так, словно всю свою жизнь хранили некую тайну. Многие синестеты могут отчётливо вспомнить, когда они впервые заметили свои синестетические переживания или когда впервые узнали, что такие переживания необычны. Писатель и синестет Патрисия Линн Даффи вспоминает эпизод из раннего детства:

Как-то я сказала отцу: «Я поняла — чтобы сделать „R“, всё, что мне нужно, это сначала написать „P“, а затем нарисовать линию вниз от её петли. И я была так удивлена, что я могу превратить жёлтую букву в оранжевую, просто добавив линию».
Режиссёр Стефани Моргенстерн так говорит о своём опыте:

«Несколько лет назад я упомянула в разговоре с другом, что запоминаю номера телефонов по их цвету. Он сказал „Так ты синестет!“ Я не слышала о синестезии (которая означает что-то вроде „смешивания чувств“) — я только знала, что мне казалось естественным то, что цифры имеют цвета: „пять“ — синяя, „два“ — зелёная, „три“ — красная … И у музыки тоже есть цвета: тональность до-диез минор резкая, острая, жёлтая; фа-мажор — тёплая, коричневая …»
Поэт и сценарист Стивен Бишоп 3-й сообщает:

«Для меня цифры всегда были цветными, например, „шесть“ — синяя. Но цвета никак не связаны с цифрами; синестезия у меня возникает в одностороннем порядке. В юности я был просто помешан на цифре „шесть“ и синем цвете. Всякий раз, когда это было возможно, я хотел использовать цифру „шесть“ по отношению к синему. Я вырос из этого в какой-то степени, и теперь это не более чем интеллектуальное любопытство. В целом, я нахожу свой ум в высокой степени ассоциативным, это творческий инструмент, который позволяет мне придумывать сложные сюжеты с интересными сопоставлениями и аналогиями».
С другой стороны, многие синестеты так и не осознают, что их опыт в чём-то необычен или исключителен. Например, лауреат Нобелевской премии физик Ричард Фейнман сообщает:

«Когда я смотрю на уравнения, я вижу буквы в цвете — я не знаю, почему. Когда я читаю лекцию, я вижу расплывчатые картинки функций Бесселя из книги Янке и Эмде, со светло-жёлто-коричневыми „j“, фиолетово-голубоватыми „n“ и тёмно-коричневыми „x“, летающими вокруг. И я задаюсь вопросом, как же это видят мои студенты»."
Хотя синестеты иногда сообщают, что «видимые» ими цвета проецируются на окружающее пространство, они не смешивают синестетические цвета с реальными цветами во внешнем мире. Они говорят, что, скорее, они одновременно осознают и «внешний» цвет, и «внутренний», синестетический. Так, синестет под инициалом С. рассказывает:

«Это трудно объяснить…я вижу то же, что видите вы. Я знаю, что цифры чёрные… но как только я узнаю очертания „7“, я понимаю, что она должна быть жёлтой».
Наконец, синестеты способны очень точно определить оттенок цвета, который они «видят», что позволяет им сравнивать между собой особенности их восприятия:

"Я вернулась из колледжа на каникулы и сидела со своей семьёй за обеденным столом. Вдруг — я не знаю, почему я это сказала, но я сказала: «Цифра „пять“ жёлтая». Наступила пауза, и мой отец ответил: «Нет, она цвета жёлтой охры». Моя мама и мой брат взглянули на нас, словно спрашивая: «Это что, новая игра? А вы не могли бы поделиться правилами с нами?»
Я была ошеломлена. Я подумала: «Допустим». В то время мне было сложно решить, является ли цифра «два» зелёной, а цифра «шесть» синей, или наоборот. Так что я спросила у отца: «Цифра „два“ зелёная?». И он ответил: «Да, определённо. Она зелёная». А потом он внимательно посмотрел на мою мать и на моего брата, и стало очень тихо.

Через тридцать лет после этого он приехал в мой лофт на Манхэттене и сказал: «Ты знаешь, четвёрка красная, а ноль — белый». «И», — добавил он, —  «цифра девять — зелёная». Я ответила: «Ладно, я согласна с тобой насчёт четвёрки и нуля, но девятка точно не зелёная!»

## Дальнейшие исследования
Люди с графемно-цветовой синестезией редко утверждают, что их ощущения создают проблемы или являются нежелательными. В некоторых случаях индивидуумы сообщают о полезных эффектах, таких как помощь в запоминании или правописании трудных слов.

"Я иногда использую свою синестезию, чтобы помочь себе запоминать трудные имена собственные. Например, имя тайского шеф-повара, который написал потрясающую поваренную книгу для вегетарианцев [эти буквы складываются для Кэссиди в чёткий рисунок]:
- Vatcharin Bhumichitr (Ватчарин Бхумичитр)

К сожалению, этот метод может доставлять неудобства, потому что я легко путаю имена, имеющие аналогичные цвета [следующие имена выступают для Кэссиди аналогичными по цвету]:
- Mike (Майк)
- Dave (Дэйв)
- Dan (Дэн)
- Rob (Роб)

Это особенно проблематично на вечеринках.— Кэссиди Кертис, «Буквенно-цветовая синестезия»
Опыт синестетов привёл к развитию технологий, призванных улучшить процессы запоминания и удержания в памяти графем у людей без синестезии. В компьютерной индустрии, например, может использоваться «искусственная синестезия» — выделение цветом слов и цифр для удобства работы с ними. В некоторой степени с этим связан такой пример искусственной синестезии (созданной с помощью компьютера), как окрашивание определённых букв в веб-браузере с целью предотвращения омографических атак интернационализированных доменных имен (IDN — International Domain Name). (Человек, обладающий синестезией, может иногда уловить едва заметные различия в облике символов, выглядящих аналогично.)

## Идеастезия
Данные показывают, что графемно-цветовая синестезия может быть на самом деле частным случаем идеастезии. Иными словами, яркие цветовые ощущения могут быть вызваны самим понятием графем, а не их материальным воплощением в виде знака.